# Julien Dupuy
Julien Dupuy (* 19. Dezember 1983 in Périgueux, Département Dordogne) ist ein ehemaliger französischer Rugby-Union-Spieler. Er spielte als Gedrängehalb für Stade Français und die französische Nationalmannschaft. Derzeit ist er Skills-Trainer beim RC Toulon.
Dupuy begann seine professionelle Karriere bei Biarritz Olympique. Er konnte dort zweimal die französische Meisterschaft gewinnen und war einmal im Finale des Heineken Cup. Im Jahr 2008 wechselte er nach England zu den Leicester Tigers. Er wurde englischer Meister und erreichte erneut das Heineken-Cup-Finale. Nach nur einer Spielzeit kehrte er zurück nach Frankreich. Seit der Saison 2009/10 spielt er für Stade Français.
Dupuy gab sein Debüt für Frankreich im Spiel gegen die All Blacks in Dunedin, das die Franzosen gewinnen konnten. Er war auch während der Novemberländerspiele Stammspieler und war für die Kicks der Mannschaft zuständig. Unter anderem gewann Frankreich gegen den amtierenden Weltmeister Südafrika. Im Dezember 2009 wurde er für ein halbes Jahr wegen eye-gougings, also unerlaubtem Kontakt mit den Augen des Gegners, während des Heineken-Cup-Spiels gegen Ulster gesperrt.